# 北朝鮮によるミサイル発射実験
北朝鮮によるミサイル発射実験（きたちょうせんによるミサイルはっしゃじっけん）は、北朝鮮による大規模な弾道ミサイル発射実験。

## 概要
1980年代から、北朝鮮はスカッドミサイルの発射実験を行っていた。技術を蓄積し、独自のミサイルを開発。そして1993年、1998年、北朝鮮はミサイル発射を行う。
1999年9月に、北朝鮮はミサイル発射のモラトリアム(一時停止)を発表。その後、ミサイル発射のモラトリアムの維持を誓約。しかし北朝鮮は2006年7月5日にミサイル発射実験を行った。
2006年7月15日、国連安保理は国際連合安全保障理事会決議1695を決議した。正文では、"Demands that the DPRK suspend all activities related to its ballistic
missile programme, and in this context re-establish its pre-existing commitments to
a moratorium on missile launching;"と決議していて、北朝鮮に弾道ミサイル計画に関連するすべての活動を一時停止することを要求している。日本政府などは、以降の発射は、たとえ宇宙開発が目的であろうとも国連安保理決議に違反していると見做している。
また、他国は一般的には、ミサイルやロケットの発射をする際には、船や航空機の安全のために事前通告を行っている。
北朝鮮は発射実験を国際機関へ通告せずに行うことがある。2009年から2016年の銀河2号・銀河3号・光明星の発射時は事前に国際海事機関や国際民間航空機関に発射を通告している。北朝鮮は人工衛星搭載の打ち上げロケット発射は純粋な平和目的の宇宙開発であると主張している。これに対し、日本・韓国・アメリカ・国際連合安全保障理事会は、仮に人工衛星搭載でも、ミサイル関連技術の一時停止を要求する安保理決議1718と安保理決議1874に違反していると見なしている。
日本はミサイル発射のたびに厳重な抗議をしているが、元東京新聞論説兼編集委員の半田滋によれば「ファクスで一方的に抗議文を送りつけるだけ」であるとしている。

## ミサイル発射の年表
| No. | 日時                        | 型                             | 飛翔エリア     | 予告 | 北朝鮮の主張 | 衛星名    | 推定飛行距離            |
| --- | --------------------------- | ------------------------------ | -------------- | ---- | ------------ | --------- | ----------------------- |
| 1   | 1998年8月31日               | テポドン1号                    | 秋田県沖       | なし | 衛星打ち上げ | 光明星1号 |                         |
| 2   | 2009年4月5日                | 銀河2号                        | 秋田県・岩手県 | あり | 衛星打ち上げ | 光明星2号 |                         |
| 3   | 2012年12月12日              | 銀河3号                        | 沖縄県沖       | あり | 衛星打ち上げ | 光明星3号 |                         |
| 4   | 2016年2月7日                | 光明星1号（銀河3号）           | 沖縄県         | あり | 衛星打ち上げ | 光明星4号 |                         |
| 5   | 2017年8月29日               | 火星12                         | 北海道沖       | なし | ミサイル発射 | 該当なし  |                         |
| 6   | 2017年9月15日               | 火星12                         | 北海道沖       | なし | ミサイル発射 | 該当なし  |                         |
| 7   | 2022年10月4日 午前7時22分頃 | 新型地対地中長距離弾道ミサイル | 北海道・青森県 | なし | ミサイル発射 | 該当なし  | 約4600 km（過去最高）。 |

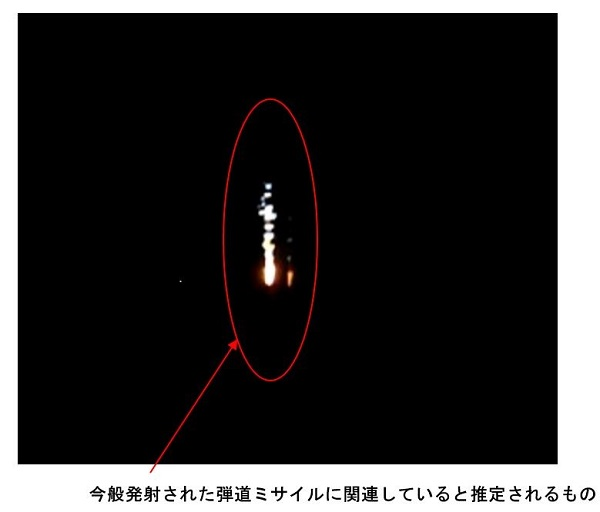
航空自衛隊が捉えたミサイルに関連していると推定されるもの（2023年2月18日）

日本上空を通過した北朝鮮のロケット・ミサイルの弾道（2017年）

日本上空を通過した北朝鮮のロケット・ミサイルの射程と高度（2017年）

- 北朝鮮によるミサイル発射実験 (1993年) - 日本海に向けた初の飛翔体。
- 北朝鮮によるミサイル発射実験 (1998年) - 光明星1号も参照。
- 北朝鮮によるミサイル発射実験 (2006年) - 北朝鮮の核実験 (2006年)も参照。
- 北朝鮮によるミサイル発射実験 (2009年) - 北朝鮮の核実験 (2009年)も参照。
- 北朝鮮によるミサイル発射実験 (2012年) - 光明星3号1号機と光明星3号2号機を参照。
- 北朝鮮によるミサイル発射実験 (2013年)
- 北朝鮮によるミサイル発射実験 (2014年)
- 北朝鮮によるミサイル発射実験 (2016年) - 北朝鮮の核実験 (2016年1月)、北朝鮮の核実験 (2016年9月)も参照。
- 北朝鮮によるミサイル発射実験 (2017年) - 火星12、火星14、火星15、北朝鮮によるミサイル発射実験 (2017年8月)も参照。
- 北朝鮮によるミサイル発射実験 (2018年)[6] - 日本に向けた飛行は行われていない。
- 北朝鮮によるミサイル発射実験 (2019年)[7][8][9][10][11][12][13] - 1年間の重大実験が2回と打ち上げが13回、計15回に及んだ。
- 北朝鮮によるミサイル発射実験 (2020年)[14][15][16] - 1年間の打ち上げが計5回に及んだ。
- 北朝鮮によるミサイル発射実験 (2021年) - 1年間の打ち上げが計8回に及んだ。
- 北朝鮮によるミサイル発射実験 (2022年) - 3月24日に発射されたロケットが青森県沖のEEZ内へ落下した[17]。
- 北朝鮮による飛翔体発射実験 (2023年)
- 北朝鮮による飛翔体発射実験 (2024年)
- 北朝鮮による飛翔体発射実験 (2025年)

## 対策
国際連合報告者は、北朝鮮は物資不足で飢餓の恐れがあるなか、ミサイル発射実験を行っていると報告した。北朝鮮当局は、2021年4月、国民に対し「苦難の行軍」を実施すると公表し、1990年代後半の飢餓の再来を予告している。
2021年9月11日、12日、北朝鮮は2度にわたり日本海に向けて巡航ミサイルを発射した。また、同月15日12時32分頃と12時37分頃、有蓋貨車から日本海に向けて弾道ミサイルを2発発射した。
これについて、岸田文雄前政調会長は9月13日に外交・安全保障政策について記者会見し、弾道ミサイルを相手国領域内で阻止する「敵基地攻撃能力」の保有について「有力な選択肢」と発言、内閣総理大臣就任後も、北朝鮮のミサイル基地を先制攻撃して無力化する能力の向上に前向きな姿勢をみせた。高市早苗もまた、そのための法整備を急ぎたい考えを示した。こうした流れを受けて、11月12日、日本の防衛省では「防衛力強化加速会議」についての会合が持たれた。また、2021年10月17日、アメリカ国防総省の情報機関は、北朝鮮の軍事力に関する報告書を発表し、北朝鮮が2021年から2022年にかけて長距離弾道ミサイルの発射実験を再開する可能性があるとして、警戒感を示した。
東京新聞は2023年3月19日の報道で国際NPO法人グローバル・フィッシング・ウオッチとの共同調査の結果、北朝鮮の弾道ミサイルが日本の漁船にとって脅威であるにもかかわらず、それらに対する情報発信が消極的なことを指摘した。